# Centro de Convenciones Jinnah
El Centro de Convenciones Jinnah (también conocido como Centro Nacional de Convenciones) es un centro de exposiciones y convenciones con sede en Islamabad, en el país asiático de Pakistán. Lleva el nombre de Muhammad Ali Jinnah. El centro de convenciones se inauguró en 1997 en la Primera Cumbre Extraordinaria de la Organización para la cooperación Islámica. Algunas de las exposiciones y festivales que se celebran en el centro de convenciones incluyen a:
- Evento de Técnica y Petróleo anual
- Expo Educación
- HVACR
- Premios PTV